# Randy Orton
Randal Keith Orton (1. travnja 1980.) američki je profesionalni hrvač i glumac. Trenutno ima ugovor potpisan za WWE u kojem nastupa na marki Raw.Randy Orton je upisao debi 25. travnja 2002. pobjedom protiv Hardcore Holly-a.Randy Orton je najmlađi prvak kada je 2004. osvojio World Heavyweight Championship.

## Vanjske poveznice
|  | Zajednički poslužitelj ima još gradiva o temi Randy Orton |